# Charles Andrault de Maulévrier-Langeron
Charles Andrault de Maulévrier-Langeron, mort le 8 janvier 1721, est un évêque français du XVIIIe siècle .

## Biographie
Charles Andrault de Maulévrier-Langeron est reçu chanoine-comte de Lyon, en 1676, aumônier de la reine Marie Thérèse, ensuite de Louis XIV. De Maulévier est abbé de saint Georges de Chalon-sur-Saône et agent général du clergé de France. Il est nommé évêque d'Autun par le roi en 1709, mais à cause de ses infirmités il donne sa démission à la fin de l'Assemblée du clergé de 1710 et laisse la place à Charles-François d'Hallencourt de Dromesnil.